# Medaglie e decorazioni per missioni militari internazionali dell'Italia
Questa voce presenta le medaglie e decorazioni concesse da enti ed istituzioni internazionali in occasione di missioni cui ha preso parte personale delle Forze Armate e degli altri Corpi dello Stato italiani. Sono comprese le decorazioni al valore o al merito concesse da enti internazionali per specifici atti meritevoli, e le medaglie commemorative e di partecipazione concesse in modo generalizzato da enti internazionali o nazioni estere a tutti i partecipanti italiani alla missione o campagna. Non sono comprese le decorazioni concesse a titolo individuale da stati esteri per specifici atti di valore o merito, o le medaglie commemorative concesse da estati esteri in modo non generalizzato e/o a non tutti i partecipanti italiani alla missione o campagna.

## Medaglie della NATO
Medaglia servizio meritorio della NATO (Meritorious Service Medal)
 Medaglia commemorativa NATO ex Iugoslavia
 Medaglia commemorativa NATO Kosovo
 Medaglia commemorativa NATO Macedonia
 Medaglia commemorativa NATO Kosovo 2003
 Medaglia commemorativa NATO Articolo 5 "Operazione Eagle Assist"
 Medaglia commemorativa NATO Articolo 5 "Operazione Active Endeavour"

## Medaglie dell'ONU
Di seguito le medaglie delle missioni dell'O.N.U. a cui ha partecipato personale italiano.

(n.b.: i nastrini qui riportati differiscono nelle proporzioni delle barre e nelle sfumature dei colori dagli originali; sono, quindi, da ricontrollare sui siti ufficiali riportati in nota)
 Medaglia "in servizio della Pace" UNTSO (U.N. Truce Supervision Organization in Palestine) (giugno 1948 - in corso)
 Medaglia di servizio delle Nazioni Unite per la Corea (United Nations Service Medal for Korea) (giugno 1950 - luglio 1953)
 Medaglia "in servizio della Pace" ONUC (Operation des N.U. au Congo) (luglio 1960 - giugno 1964)
 Medaglia "in servizio della Pace" UNYOM (U.N. Yemen Observer Mission) (luglio 1963 - settembre 1964)
 Medaglia "in servizio della Pace" UNIFIL (U.N. Interim Force in Lebanon) (marzo 1978 - in corso)
 Medaglia "in servizio della Pace" UNIIMOG (U.N. Iran/Iraq Military Observer Group) (agosto 1988 - febbraio 1991)
 Medaglia "in servizio della Pace" UNAVEM (U.N. Angola Verification Mission) (gennaio 1989 - giugno 1997)
 Medaglia "in servizio della Pace" UNTAG (U.N. Transition Assistance Group in Namibia) (aprile 1989 - marzo 1990)
 Medaglia "in servizio della Pace" UNIKOM (U.N. Iraq-Kuwait Observation Mission) (aprile 1991 - ottobre 2003)
 Medaglia "in servizio della Pace" MINURSO (Mission des N.U. pour le referendum dans le Sahara Occidental) (maggio 1991)
 Medaglia "in servizio della Pace" ONUSAL (Observadores de las N.U. en El Salvador) (maggio 1991 - aprile 1995)
 Medaglia "in servizio della Pace" UNOSOM (U.N. Operation in Somalia) (aprile 1992 - marzo 1995)
 Medaglia "in servizio della Pace" ONUMOZ (U.N. Operation in Mozambique) (ottobre 1992 - gennaio 1995)
 Medaglia "in servizio della Pace" MINUGUA (U.N. Verification Mission in Guatemala) (settembre 1994 - maggio 1997)
 Medaglia per i servizi speciali delle Nazioni Unite UNSSM (U.N. Special Services Medal) (giugno 1995 - in corso)
 Medaglia "in servizio della Pace" UNMIBH / IPTF (U.N. Mission in Bosnia and Herzegovina / International Police Task Force) (dicembre 1995 - luglio 2008)
 Medaglia "in servizio della Pace" Quartier generale delle Nazioni Unite UNHQ (U.N. Headquarters) (giugno 1997 - in corso)
 Medaglia Dag Hammarskjöld "in servizio della Pace" (U.N. the Dag Hammarskjöld Medal - "in the Service of Peace") (luglio 1997 - in corso)
 Medaglia "in servizio della Pace" UNMIK (U.N. Interim Administration Mission in Kosovo) (giugno 1999 - in corso)
 Medaglia "in servizio della Pace" UNMEE (U.N. Mission in Ethiopia and Eritrea) (settembre 2000 - luglio 2008)

## Medaglie dell'Unione europea e delle sue agenzie
Medaglia commemorativa delle missioni dell'Unione europea - The European Security Defense Policy Service Medal
 Medaglia dell'Unione europea commemorativa della missione Ciad/RCA - EUFOR "Nicole" in Ciad e Repubblica Centrafricana (25 settembre 2007 - 15 marzo 2009)
 Medaglia commemorativa della Missione di monitoraggio dell'Unione europea nella ex Jugoslavia (7 luglio 1991 - in corso)
 Medaglia dell'Unione europea commemorativa della missione EUFOR Concordia - FYROM (31 marzo - 15 dicembre 2003)
 Medaglia dell'Unione europea commemorativa della missione EUFOR Althea - Bosnia (2 dicembre 2004 - in corso)
 Medaglia Commemorativa della missione EULEX (European Union Rule Of Law Mission) - Kosovo (16 febbraio 2008 - in corso)
 Medaglia dell'Accademia europea di polizia CEPOL (20 settembre 2005 - attuale)
 Medaglia della Forza operativa europea a reazione rapida European Rapid Operational Force (EUROFOR) (1995-2012)

## Medaglie della Forza Multinazionale e Osservatori MFO (Multinational Force and Observers)
Medaglia della Forza Multinazionale e Osservatori uniti in servizio della Pace (per personale militare, 26 marzo 1979 - in corso)
 Medaglia della Forza Multinazionale e Osservatori uniti in servizio della Pace (per personale civile, 26 marzo 1979 - in corso)
 Medaglia del Direttore generale della Forza Multinazionale e Osservatori (per personale militare e civile, 26 marzo 1979 - in corso)

## Altre medaglie
Medaglia commemorativa della Conferenza internazionale sull'ex Jugoslavia (International Conference on the Former Yugoslavia) (1994)
 Medaglia commemorativa della presenza internazionale temporanea in Hebron TIPH2 (Temporary International Presence in Hebron) (8 maggio 1994 - 8 agosto 1994; 12 maggio 1996 - in corso)
 Medaglia commemorativa della Forza internazionale per Timor Est INTERFET (International Force for East Timor) (20 settembre 1999 - 28 febbraio 2000)
 Medaglia commemorativa della Missione di monitoraggio congiunto/Commissione militare congiunta in Sudan JMM/JMC (Joint Monitoring Mission/Joint Military Commission ) (1º marzo 2002 - in corso)

## Medaglie straniere conferite a militari italiani per la partecipazione a campagne d'alleanza
In questa sezione sono indicate le medaglie straniere concesse ai militari italiani che hanno partecipato ad alcune campagne militari d'alleanza, solo per quelle oggetto di ampia e generalizzata distribuzione.

### Seconda guerra di indipendenza (1859)
Medaille Commémorative de la Campagne d'Italie de 1859 (secondo Impero Francese)
utilizzata come medaglia di campagna anche dai militari del Regno di Sardegna, in assenza di una specifica medaglia di campagna nazionale.

### Guerra di Crimea (1853-1856)
Crimea Medal (Regno Unito)
 Kırım Harbi Madalyası (Impero ottomano)
concesse ai militari del Corpo di Spedizione Sardo in Crimea.

### Prima guerra mondiale (1914-1918)
Croix de guerre (Francia)
concessa ai militari del II Corpo d'Armata italiano.

### Guerra di Spagna (1936-1938)
Medalla de la de la Campaña 1936-1939 - Méritos en vanguardia (Spagna)
 Medalla de la de la Campaña 1936-1939 - Méritos en retaguardia (Spagna)
 Cruz de la guerra por la unidad nacional española (Spagna)
concesse ai militari italiani del Corpo Truppe Volontarie.

### Guerra di Corea (25 giugno 1950 - 29 luglio 1953)
Presidential Unit Citation (Encomio Presidenziale all'Unità) (Corea del Sud)
concessa al personale dell'Ospedale da Campo n° 68 del Corpo Militare della Croce Rossa Italiana inquadrato nelle forze dell'O.N.U., attivo dal 16 ottobre 1951 al 30 gennaio 1955.